# Mit oczyszczającej mocy dziewicy
Oczyszczająca moc dziewicy – mit zakładający, że można wyleczyć się z chorób przenoszonych drogą płciową (oraz HIV) dzięki stosunkowi seksualnemu z osobą, która nigdy nie podejmowała stosunków seksualnych.
Oprócz młodych kobiet ofiarami tego mitu są osoby niepełnosprawne intelektualnie czy fizyczne, ze względu na wewnętrzne przekonanie gwałcicieli, że osoby te najprawdopodobniej nigdy nie były aktywne seksualnie z powodu ich stanu zdrowia.

## Historia
Pierwsze wzmianki o takich praktykach pochodzą z XVI-wiecznej Europy, lecz na znaczeniu zyskały dopiero w wiktoriańskiej Anglii, kiedy zaczęto upatrywać w tym zachowaniu lekarstwa na kiłę czy rzeżączkę. Pochodzenie tego mitu jest dokładnie nieznane, według historyczki Hanne Blank mógł on wyewoluować z chrześcijańskich legend o dziewicach-męczennicach i przypisywanych im mocy ochrony przed demonami.

## Występowanie
Mit ten jest znany na całym świecie, m.in. w Afryce subsaharyjskiej, Azji, Europie i Ameryce.
Według badań przeprowadzonych przez edukatorów seksualnych w 1999 roku w Gauteng, 32% uczestników badania wierzyło w prawdziwość tej legendy. Antropolożka Suzanne Leclerc-Madlala twierdzi, że jest to potencjalny powód wykorzystywania seksualnego dzieci przez osoby chore na HIV w RPA.
Mit ten jest również powielany przez znachorów w Zimbabwe.
Z teorią tą nie zgadzają się badaczki Rachel Jewkes i Helen Epstein, jak również badania na skazanych za przestępstwa seksualne w Malawi nie wskazują mitu jako przyczyny gwałtów.

## Zapobieganie
Edukacja kobiet i zwalczanie konstruktów społecznych legitymizujących wykorzystywanie seksualne kobiet są wskazywane jako najważniejsze czynniki zapobiegające zagrożeniom związanym z tym mitem. 
Wymienia się również walkę ze stygmatyzacją osób chorych na HIV, dzięki której takim osobom łatwiej będzie uzyskać profesjonalną, medyczną pomoc i związaną ze swoją chorobą wiedzę.

## Występowanie w popkulturze
Motyw ten występuje w musicalu Księga Mormona